# Ringstaholm

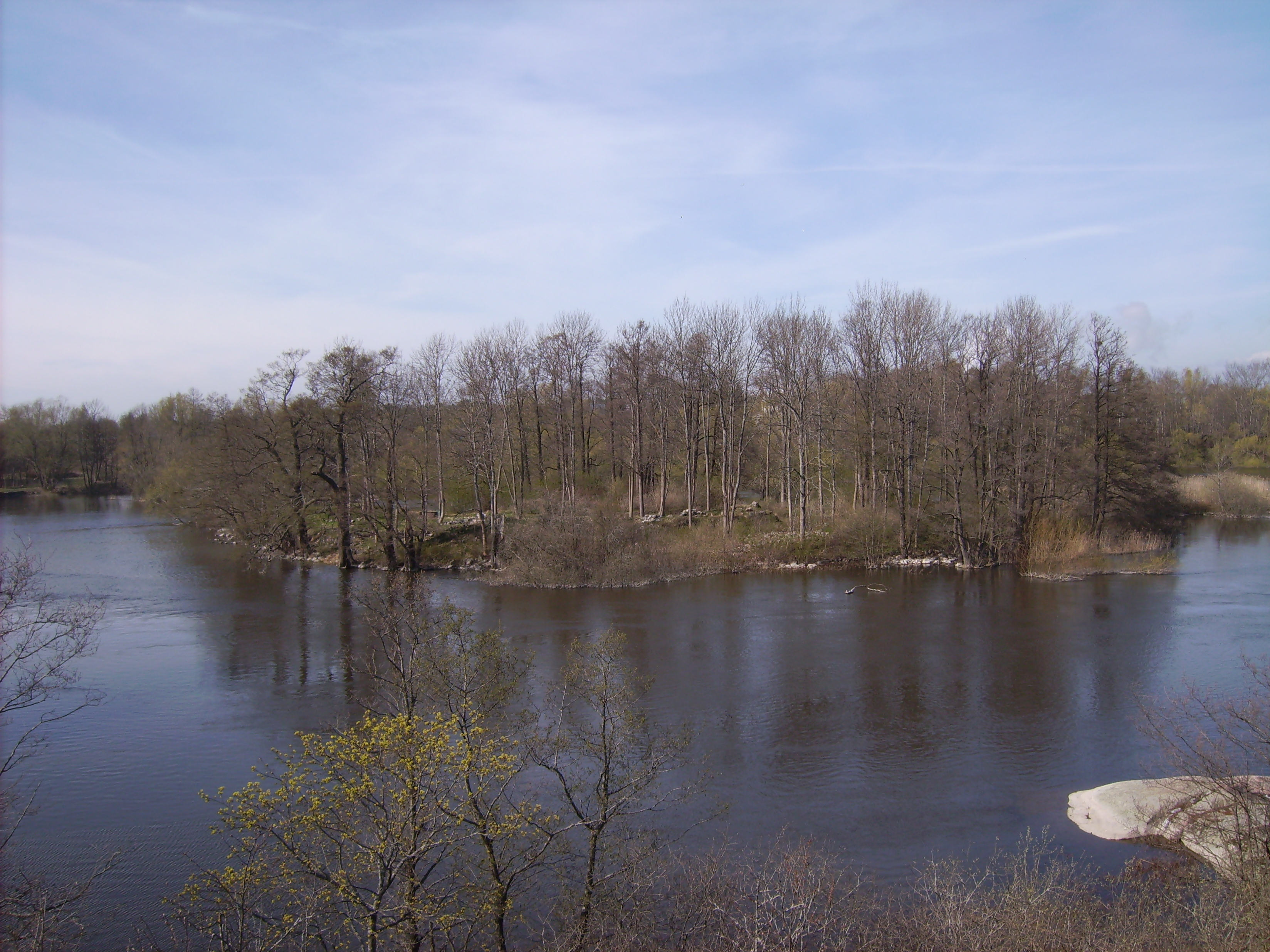
Ruinerna av Ringstaholms slott

Ringstaholm, även Ringstadholm, Ringstadaholm, var under medeltiden ett slott på en holme i Motala ström, strax väster om Norrköping. Platsen ligger något nedanför Motala ströms utlopp ur Glan, ovanför fallet vid Fiskeby. Det ansågs på sin tid som ett av de starkaste fästena i Sverige; nu återstår endast obetydliga lämningar. Slottet var administrativt centrum för Ringstaholms län.

## 1300-talet
Ringstaholm omnämns för första gången 1316 då ett blodregn uppges ha fallit där: Hoc anno apud Ringstadaholm pluit sanguis. Men det är inget samtida dokument, utan upprepas flera gånger i de svenska medeltidsannalerna. Först ett drygt halvt sekel efteråt skrivs ett medeltida brev, då riksrådet och väpnaren Erik Valdemarsson (död 1390, den siste av Bjälboätten) den 28 februari 1368 på Ringstaholm ger till Östra Eneby socken 2½ attung i Fiskeby i utbyte mot 1 attung i Örstad (del av nuvarande Leonardsberg) och mot en mellangift av 14 mark pgr. Husen i Örstad ingick inte i bytet. Den 9 oktober 1377 i Nyköping överlät Erik Valdemarsson 4 attungar i ”Ringstada i Enebo” till Bo Jonsson i ett byte. Här ser vi det tidiga sambandet mellan den forna herresätet Ringstad gård och borgen Ringstaholm. Lösings, Bråbo, Åkerbo och Gullbergs härad kom att ingå i det som då kallades Ringstadholms län och Ringstaholm var dess centrum i militärt och kameralt hänseende. En av Bo Jonssons fogdar kom där att ha sitt säte och Ringstaholm omnämns nästa gång den 18 juni 1390, då riddaren Karl Ulfsson av Tofta, som var skyldig kyrkoherden i Dagsberg Niclis Swensson 40 mark, avträdde 10 spann avgäldsjord i ”Litla Sidhum” med mera. Här dog även 1391 en av verkställarna av Bo Jonssons testamente, riddaren Birger Ulfsson, heliga Birgittas son.

## 1400-talet
En av dem som åtrått Ringstaholm var drottning Margareta, som i Norrköping höll räfst och rättarting 1404. Den 6 februari sistnämnda år lät hon adel och prästerskapet tilldöma sig slottet och länet då det tidigare tillhört kronan., samt insatte sin fogde Esbjörn Djäkn där. Efter Margaretas död 1412 tillsatte hennes efterträdare, kung Erik av Pommern, en tysk, Henrik Styke, till hövitsman, första gången omnämnd 1423, sedan 1425, 1426, 1427 och 1431 i de samtida dokumenten som berör Norrköping. Under hans styre utsattes slottet för sin svåraste belägring av Engelbrekt Engelbrektssons trupper, vilkas uppgift var att rasera herremännens fästen i landet. Från Nyköping drog Engelbrekt via Kolmården dit för att personligen leda belägringen, ett svårt företag. Vid sin ankomst började han underhandla med Styke om slottets uppgivande, vilket denne förtretad avböjde. Då blev Engelbrekt förargad och det sägs att han ”svor att innan sju daga, då vill jag dig med håret utdraga”. Därefter började angriparna bygga en flotte, på vilken uppfördes ett fem våningar högt torn. Därifrån kunde man lätt skjuta över slottsmuren. Då blev emellertid Styke förskrämd och bad om fem dagars betänketid, vilket beviljades. Besättningen gav sig därefter, mot fritt avtåg. För övrigt var detta samma slott till vilket Engelbrekts mördare flydde efter mordet på upprorsmakaren. Under striderna mellan Krister Nilsson (Vasa) och Karl Knutsson innehades Ringstaholm av den förstnämnde. Då förlikning kom till stånd beslöts att dennes son Karl Kristiernsson (Vasa) fick behålla slottet. Senare, från 1440, ägdes det av Bengt Jönsson Oxenstierna. Ringstaholm omnämndes även fortsättningsvis under några decennier, men bevarade medeltidsbrev skrivna på slottsön begränsar sig till tre av kung Karl Knutsson (som uppges vara född där 1409), det vill säga 10 mars 1452, 29 juni 1455 och 3 augusti 1455. Det sistnämnda datumet stadfäste han åter borgarna i Norrköpings privilegier. Detta hade skett vid två tidigare tillfällen. Därtill är ett brev skrivet av Per Symensson med hustru den 24 juni 1460. Dessförinnan, år 1458 utgavs ett domsbrev, daterat Fiskeby, angående Erik Axelsson (Tott)s anspråk på Rimstadholm (bör vara Ringstaholm) såsom hans morsarv.
Därpå är det tyst om den gamla borgen ända till 1469, då de bägge bröderna Trotte och Erik Karlsson (av Vasasläkten) höjde upprorsfanan mot Stureväldet. Trotte Karlsson var hövitsman där och deltog i sin broder Eriks uppror.  De Sturetrogna bönderna började emellertid belägra slottet, besättningen väntade förgäves undsättning och var till slut tvungen att kapitulera. Ett medeltida brev berättar om kapitulationen och är det sista brevet som är daterat på Ringstaholm den 7 december 1469, vars text sammanfattningsvis lyder:
Baardh munk med flera herr Trotte Karlssons tjänare på Ringstadholm meddela, att ”torsdag som war pa worfrwa aptan conceptionis j thet aret lxix kom ärlig ok welboren man henrik Rwska med een borgare aff sudercöping a nampn kallande sven pedersson” och begärde genom brev från herr Karl Knwtsson och herr Eric Magnusson, att 2 eller 4 män från slottet skulle under fri lejd bege sig till Söderköping för att med allmogen överenskomma om medling och dagtingan. Man har nu kommit överens om att herr Karl och menigheten ”bade aff köpstadz men ok bondakarla” skola sända 4 män från varje härad till Ringstadholm, befullmäktigade att tala och göra på häradenas vägnar. Och samma lejd som besättningens lovades, utfäster denna tillbaka. Bård trycker Hemmings, sin kaplans, sigill på brevet, som skrivits å ovannämnda dag.
Slottet blev våren därpå uppbränt och skövlat av allmogen, som hade gått segrande fram. En förlikning ingicks den 22 mars 1470. Förlikningsbrevet är utfärdat av ”bönder, lantbor och menige allmoge i Ringstadsholms län” och gäller fribrev för de ”svenner” som var med och belägrade slottet. Det utskrevs i Söderköping och beseglades av i länet boende häradshövdingar. Texten lyder i korthet:
Bönderna och landborna och menige allmogen i Ringstadholms laen kungöra, att deras fullmäktige i ärlige och välbördige männen Ywer Axelssons, Götzssaff Karlsöns, Karl Knutssons och Eric Magnussons Riddares närvaro gjort en vänlig dagtingan med de svenner som utgjorde besättning på Ringstadholm och lovat att all skada och ovilja, som de gjort med tillgrepp, dråp, såramål och dylikt skall vara glömd och tillgiven. Hade bönderna från fordom ouppgjorda mellanhavanden med svennerna, skulle rätt göras, om de ville stanna i ”Ostergilland”. Bönderna lovade, att aldrig fejda eller kära angående dessa ärenden. Alla häradshövdingar i Ringstadholms län bedjas att besegla.

## 1600-talet
Under stormaktstiden blev det åter aktuellt att göra Ringstaholm till ett herresäte. Louis De Geer d y, som på 1640-talet var ägare av Fiskeby gård, hade för avsikt att på ruinerna uppföra ett säteri åt sig själv. Han importerade gult tegel från Holland och påbörjade bygget, men hösten 1649 blossade malaria upp i Östra Eneby socken och i kombination med svår missväxt och åtföljande hungersnöd, så avstannade bygget. Istället uppförde han sig ett slott i Finspång.

## 1900-talet

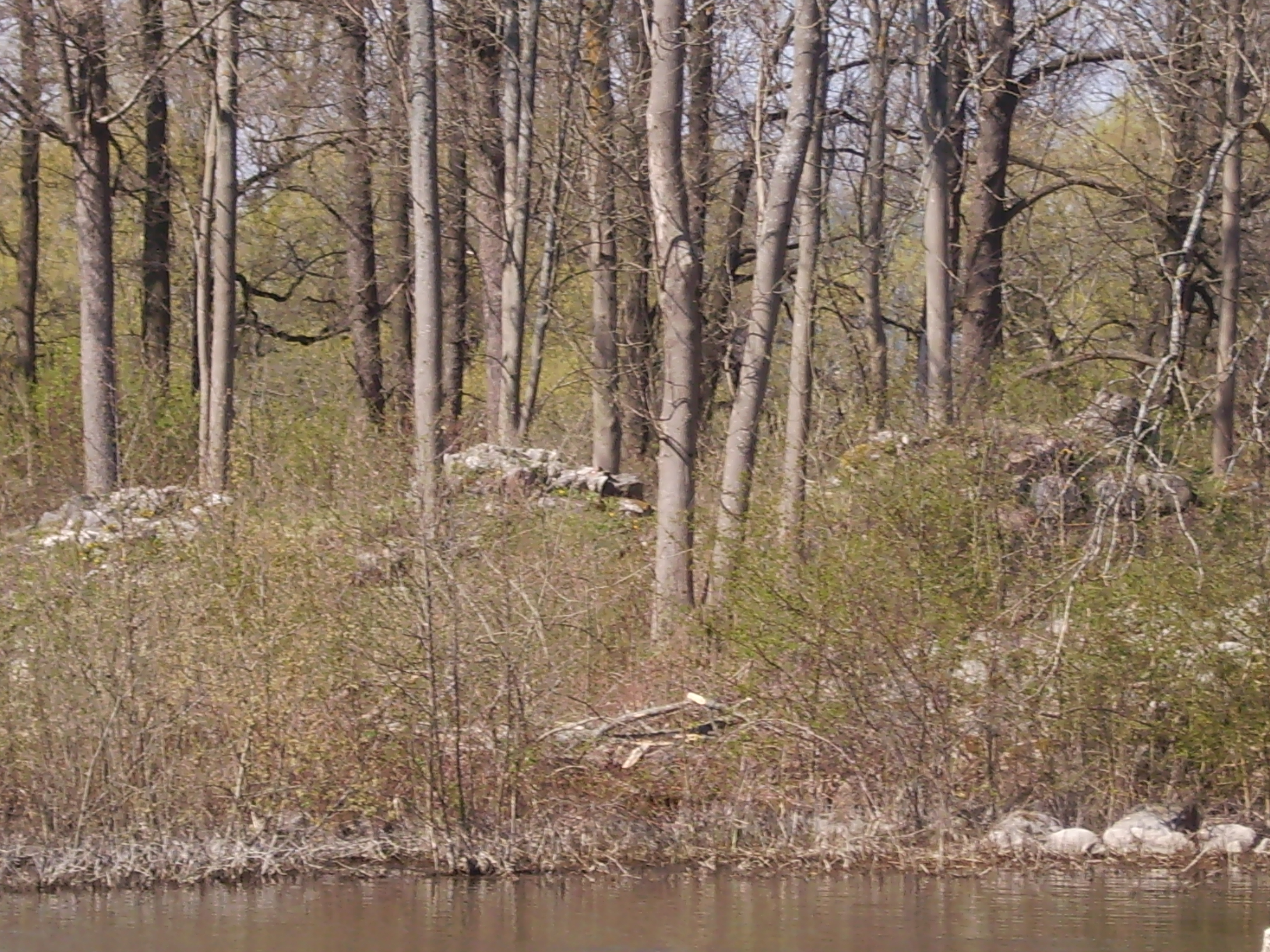
Ruinerna av slottet är meterhöga.

Därefter var holmen övergiven och ruinerna övervuxna till 1908 då arkeologerna Otto Janse och Bror Schnittger grävde ut dem och grundplanen blottades. Undersökningarna fortgick till år 1912. Bland fynden märks pilspetsar till armborst, stenkulor till kastmaskiner, blosshållare, en större kittel och så vidare. På 1950-talet väcktes intresset upp på nytt, via Björn Helmfrids försorg. Flera intressenter var inblandade och slottsmurarna konserverades. Till ön byggde militären en pontonbro och meningen var Ringstaholm skulle bli en turistattraktion, men då disponent Axel Hemmar på Fiskeby AB dog avbröts restaureringen. Dennes välvilja, då Ringstaholm tillhör pappersbrukets ägor, var en förutsättning för att projektet skulle ros i hamn. Idag kan man bara komma till holmen med båt. Vid en nyligen skedd arkeologisk undersökning utgrävdes slottets grundmurar och man fastställde att en del av den gamla slottsholmen åstadkommits genom senare utfyllning.